# Accès anticipé
L'accès anticipé (en anglais : early access) est un mode de financement et de développement de jeux vidéo. Les jeux en accès anticipé peuvent être achetés et installés avant d'être parachevés.
L'accès anticipé permet généralement aux développeurs d'obtenir des retours des joueurs avant le lancement du jeu et d'obtenir des fonds avant la commercialisation définitive sans recourir à un éditeur[Quoi ?]. Il s'agit donc d'un mode de financement participatif. Bien qu'à l'origine il soit conçu pour les petits studios indépendants, ce modèle a aussi été utilisé par des éditeurs plus importants, comme Ubisoft pour The Mighty Quest for Epic Loot.
Ce mode de financement a connu des succès, dont l'un des exemples les plus marquants est celui de Minecraft. Depuis, il a été popularisé par la plate-forme Steam, qui a mis en place un système d'accès anticipé en 2013. Malgré quelques réussites, le système de Steam a été critiqué pour l'absence de garanties données à l'acheteur. En effet, certains jeux proposés ont été abandonnés par leurs développeurs, qui ont cessé ou pratiquement cessé de les mettre à jour, alors que les acheteurs l'avaient payé au prix plein,.
Une enquête menée en novembre 2014 par l'Electronic Entertainment Design and Research a révélé qu'à cette date, seuls 25 % des jeux publiés en accès anticipé étaient entrés dans leurs versions définitives. Les jeux en accès anticipé étaient de plus vendus à un prix plus cher, en moyenne, que le jour de leur sortie officielle.